# Aron Kremer
Aron Kremer, né le 4 mai 1989, est un coureur cycliste néerlandais.

## Biographie
Aron Kremer naît le 4 mai 1989.
Après s'être classé 20e du classement général du Dookoła Mazowsza en Pologne ainsi que 2 fois parmi les 10 premiers d'étapes sur cette même épreuve en 2012, Kremer s'engage pour la saison 2013 au sein de la formation Colba-Superano Ham, dirigée par Peter Bauwens. Au cours de cette saison, il découvre donc le peloton professionnel et fait ses débuts en Espagne, à l'occasion du Tour d'Andalousie. Il se classe ainsi 113e du prologue, puis 120e lors de la 1re étape avant d'abandonner lors de la 2e étape en ligne. Il poursuit sa saison en France, avec deux abandons sur les Grand Prix de Lillers-Souvenir Bruno Comini et Grand Prix de Nogent-sur-Oise avant de prendre part, début avril au Circuit des Ardennes international. Au cours de cette épreuve, Kremer ne termine jamais dans les 100 premiers d'une étape et prend la 118e place du classement général final. En fin de saison, il se classera 3e de la 2e étape du Tour de Hokkaido au Japon, derrière les Français Thomas Lebas (vainqueur) et Damien Monier (2e). Il sera de nouveau membre de l'équipe Colba-Superano Ham pour la saison 2015.

## Palmarès
Néant.

## Classements mondiaux
| Année         | 2013 |
| ------------- | ---- |
| UCI Asia Tour | 347e |